# Sulcis-Iglesiente
Sulcis-Iglesiente és una subregió històrica de la Sardenya sud-oriental, a la província de Carbonia-Iglesias. Limita al nord amb les subregions de Monreale i Campidano di Cagliari. És una de les subregions més grans de Sardenya i comprèn les illes de San Pietro i Sant'Antioco. També era força coneguda per l'extracció de carbó.
Durant l'edat mitjana el seu territori formà part de les curatories de Cixerri, Sulcis i Nora, del Jutjat de Càller.